# Charlie Lindgren
Charlie Lindgren (* 18. prosince 1993 Lakeville, Minnesota) je americký hokejový brankář hrající za tým Washington Capitals v NHL.

## Statistiky

### Klubové statistiky
| 2009/10     | Lakeville North High     | USHS        | 15  | —  | —  | —    | —   | — | 87.70 | 3.13 | 2  | — | — | —   | —  | — | 96.70 | 1.04 |
| 2010/11     | Lakeville North High     | USHS        | 18  | —  | —  | —    | —   | — | 90.50 | 3.30 | 2  | — | — | —   | —  | — | 97.80 | 0.57 |
| 2011/12     | Sioux Falls Stampede     | USHL        | 33  | 9  | 19 | 1821 | 101 | 0 | 90.70 | 3.33 | —  | — | — | —   | —  | — | —     | —    |
| 2011/12     | Sioux Falls Stampede     | USHL        | 52  | 35 | 14 | 2853 | 133 | 2 | 90.00 | 2.80 | 10 | 5 | 5 | 595 | 25 | 1 | 92.10 | 2.52 |
| 2013/14     | St. Cloud State          | NCHC        | 10  | 2  | 2  | 322  | 13  | 1 | 90.50 | 2.42 | —  | — | — | —   | —  | — | —     | —    |
| 2014/15     | St. Cloud State          | NCHC        | 38  | 19 | 18 | 2226 | 84  | 2 | 91.90 | 2.26 | —  | — | — | —   | —  | — | —     | —    |
| 2015/16     | St. Cloud State          | NCHC        | 40  | 30 | 9  | 2343 | 83  | 5 | 92.50 | 2.13 | —  | — | — | —   | —  | — | —     | —    |
| 2015/16     | Montreal Canadiens       | NHL         | 1   | 1  | 0  | 60   | 2   | 0 | 92.90 | 2.00 | —  | — | — | —   | —  | — | —     | —    |
| 2016/17     | St. John's IceCaps       | AHL         | 48  | 24 | 18 | 2856 | 122 | 5 | 91.40 | 2.56 | 4  | 1 | 3 | 272 | 10 | 0 | 92.20 | 2.21 |
| 2016/17     | Montreal Canadiens       | NHL         | 2   | 2  | 0  | 122  | 3   | 0 | 94.90 | 1.48 | —  | — | — | —   | —  | — | —     | —    |
| 2017/18     | Laval Rocket             | AHL         | 37  | 8  | 19 | 2161 | 122 | 2 | 88.60 | 3.39 | —  | — | — | —   | —  | — | —     | —    |
| 2017/18     | Montreal Canadiens       | NHL         | 14  | 4  | 8  | 833  | 42  | 2 | 90.80 | 3.03 | —  | — | — | —   | —  | — | —     | —    |
| 2018/19     | Laval Rocket             | AHL         | 33  | 11 | 14 | 1856 | 91  | 0 | 88.40 | 2.94 | —  | — | — | —   | —  | — | —     | —    |
| 2018/19     | Montreal Canadiens       | NHL         | 1   | 1  | 0  | 65   | 5   | 0 | 89.80 | 4.62 | —  | — | — | —   | —  | — | —     | —    |
| 2019/20     | Laval Rocket             | AHL         | 16  | 7  | 6  | 923  | 41  | 1 | 89.30 | 2.67 | —  | — | — | —   | —  | — | —     | —    |
| 2019/20     | Montreal Canadiens       | NHL         | 6   | 2  | 4  | 361  | 20  | 0 | 88.80 | 3.33 | —  | — | — | —   | —  | — | —     | —    |
| 2020/21     | Laval Rocket             | AHL         | 3   | 2  | 1  | 180  | 7   | 0 | 88.70 | 2.34 | —  | — | — | —   | —  | — | —     | —    |
| 2021/22     | Springfield Thunderbirds | AHL         | 34  | 24 | 7  | 1979 | 73  | 3 | 92.50 | 2.21 | 8  | 5 | 3 | 495 | 23 | 1 | 91.40 | 2.79 |
| 2021/22     | St. Louis Blues          | NHL         | 5   | 5  | 0  | 247  | 5   | 0 | 95.80 | 1.22 | —  | — | — | —   | —  | — | —     | —    |
| 2022/23     | Washington Capitals      | NHL         | 31  | 13 | 11 | 1693 | 86  | 0 | 89.90 | 3.05 | —  | — | — | —   | —  | — | —     | —    |
| 2023/24     | Washington Capitals      | NHL         | 50  | 25 | 16 | 2852 | 127 | 6 | 91.10 | 2.67 | 4  | 0 | 4 | 235 | 14 | 0 | 86.40 | 3.58 |
| NHL celkově | NHL celkově              | NHL celkově | 110 | 53 | 39 | 6231 | 290 | 8 | 90.90 | 2.79 | 4  | 0 | 4 | 235 | 14 | 0 | 86.40 | 3.58 |